# Marilyn Mehlmann
Marilyn Mehlmann (nació en Londres, 1939) es una ecologista y educadora sueca .

## Educación
Nació en Mehlmann, Inglaterra. Fue a un colegio francés y trabajó en Noruega y Dinamarca antes de mudarse a Suecia . 

## Carrera profesional
Al comienzo de su carrera, Mehlmann estuvo involucrada en el desarrollo de productos en IBM . Después de un período como asociada sénior en la compañía de consultoría Projektstyrning AB, fundó su propia consultoría de gestión, mientras también se desempeñaba como directora del Instituto Sueco de Invenciones Sociales.[cita requerida]
En 1995, Mehlmann fue nombrada secretaria general de  Global Action Plan International, una ONG que se especializa en el cambio de comportamiento sostenible. Ha trabajado durante varias décadas en alrededor de 30 países de Europa, Estados Unidos, Asia y el sur de África para ayudar a que personas y organizaciones vivan y trabajen de manera más sostenible . Mehlmann ayuda a cocrear nuevos métodos y herramientas para el desarrollo sostenible, incluida una metodología de aprendizaje para el cambio  que se ofrece actualmente en tres continentes. Desde 2005, Mehlmann también es vicepresidente de la Unión de Asociaciones Internacionales o UIA. Mehlmann es miembro de varios consejos asesores.
En noviembre de 2010, Mehlmann dio una charla TEDx sobre el cambio sostenible en su ciudad natal de Estocolmo.
En 2011, Mehlmann recibió el Premio Rachel Carson por sus esfuerzos a largo plazo para involucrar a personas, empresas y ONG en la actuación sostenible.
Mehlmann también es autora y coautora de numerosas publicaciones.
En 2017, Marilyn junto con su esposo Alexander fundaron la organización sin animos de lucro Legacy17. Legacy17 es una corporativa internacional de consultores, profesionales y educadores de vanguardia enfocados en apoyar la realización de los 17 Objetivos de Desarrollo Sostenible de la ONU.

## Publicaciones seleccionadas

### En inglés
- A Transformative Edge: Knowledge, Inspiration and Experiences for Educatorsof Adults, with Ursel Biester, published in 2020.
- Conscious Lifestyle and the UN SDGs: forthcoming in the proceedings of the Gross National Happiness Conference, Bhutan, 2015.
- Learning for Change, with André Benaim: an iBook published in 2013.
- ESD Dialogues: A pedagogy for Sustainable Development, with Olena Pometun, published in Russian in 2012, in English in 2013.
- Drawing for Life: Comics as a Method for Education for Sustainable Development, with four co-authors, published in 5 languages, 2012.
- Learning to Live Sustainably (with Nadia McLaren and Olena Pometun) in Global Environmental Research, Yokohama, 2010.

### En sueco
- Empowerment, a Handbook for the Swedish Trade Union Organization TCO, Bilda förlag, 2002.
- EkoTeam, a Workbook for Individuals and Households Wishing to Live More Sustainably, Bilda Förlag, 1996.